# Championnats du Canada de cyclisme sur piste
Les championnats du Canada de cyclisme sur piste sont les championnats nationaux de cyclisme sur piste de Canada, organisés par la Fédération canadienne.

## Palmarès

### Hommes

#### Kilomètre
| Année | Vainqueur         | Deuxième            | Troisième            |
| ----- | ----------------- | ------------------- | -------------------- |
| 1977  | Jocelyn Lovell    | Gordon Singleton    | Hugh Walton          |
| 1978  | Jocelyn Lovell    | Ward Kemerer        | Pierre Leblond       |
| 2009  | Stephane Cossette | Jamie Shankland     | Jeff Bakal           |
| 2010  | Travis Smith      | Stephane Cossette   | Jamie Shankland      |
| 2012* | Hugo Barrette     | Stephane Cossette   | Jean-Michel Lachance |
| 2015  | Kris Dahl         | Aidan Caves         | Rémi Pelletier-Roy   |
| 2016  | Vincent De Haitre | Aidan Caves         | Bayley Simpson       |
| 2017  | Adam Attwell      | Ed Veal             | Adam Reddy           |
| 2018  | Hugo Barrette     | Vincent De Haitre   | Joel Archambault     |
| 2019  | Vincent De Haitre | Nick Wammes         | Aidan Caves          |
| 2022  | Ryan Dodyk        | James Hedgcock      | Nick Wammes          |
| 2023  | James Hedgcock    | Ryan Dodyk          | Dylan Bibic          |
| 2024  | James Hedgcock    | Mathias Guillemette | Dylan Bibic          |
| 2025  | James Hedgcock    | Ryan Dodyk          | Nick Wammes          |

#### Keirin
| Année | Vainqueur        | Deuxième         | Troisième                         |
| ----- | ---------------- | ---------------- | --------------------------------- |
| 2008  | Joseph Veloce    | René Regimbald   | Michael McCorkell                 |
| 2009  | Travis Smith     | Joseph Veloce    | Stephane Cossette Lawrence Leroux |
| 2010  | Travis Smith     | Joseph Veloce    | Stephane Cossette                 |
| 2011  | Joseph Veloce    | Hugo Barrette    | Scott Mulder                      |
| 2013  | Hugo Barrette    | Joakim Albert    | Jordan Broad                      |
| 2015  | Hugo Barrette    | Joel Archambault | Mischa Partridge                  |
| 2016  | Joel Archambault | Keith Bruneau    | Patrice St Louis Pivin            |
| 2017  | Hugo Barrette    | Joel Archambault | Patrice St Louis Pivin            |
| 2018  | Je'Land Sydney   | Hugo Barrette    | Cameron Macleod                   |
| 2019  | Nick Wammes      | Je'Land Sydney   | Joel Archambault                  |
| 2022  | James Hedgcock   | Nick Wammes      | Tyler Rorke                       |
| 2023  | James Hedgcock   | Tyler Rorke      | Nick Wammes                       |
| 2024  | James Hedgcock   | Nick Wammes      | Ryan MacDonald                    |
| 2025  | James Hedgcock   | Nick Wammes      | Ryan MacDonald                    |

#### Vitesse individuelle
| Année | Vainqueur        | Deuxième               | Troisième         |
| ----- | ---------------- | ---------------------- | ----------------- |
| 1977  | Gordon Singleton | Jocelyn Lovell         | Hugh Walton       |
| 1978  | Jocelyn Lovell   | Alain Laventure        | Ward Kemerer      |
| 2008  | Joseph Veloce    | Zachary Bell           | René Regimbald    |
| 2009  | Travis Smith     | Joseph Veloce          | Stephane Cossette |
| 2010  | Travis Smith     | Stephane Cossette      | Joseph Veloce     |
| 2011  | Travis Smith     | Joseph Veloce          | Scott Mulder      |
| 2013  | Hugo Barrette    | Joakim Albert          | Vincent De Haitre |
| 2014  | Hugo Barrette    |                        |                   |
| 2015  | Hugo Barrette    | Joel Archambault       | Evan Carey        |
| 2016  | Joel Archambault | Patrice St Louis Pivin | Fabien Lamaze     |
| 2017  | Hugo Barrette    | Joel Archambault       | Je'Land Sydney    |
| 2018  | Hugo Barrette    | Je'Land Sydney         | Nick Wammes       |
| 2019  | Nick Wammes      | Joel Archambault       | Je'Land Sydney    |
| 2022  | Nick Wammes      | Ryan Dodyk             | James Hedgcock    |
| 2023  | James Hedgcock   | Nick Wammes            | Tyler Rorke       |
| 2024  | James Hedgcock   | Tyler Rorke            | Nick Wammes       |
| 2025  | James Hedgcock   | Nick Wammes            | Ryan Dodyk        |

#### Vitesse par équipes
| Année | Vainqueur                                                | Deuxième                                     | Troisième                                        |
| ----- | -------------------------------------------------------- | -------------------------------------------- | ------------------------------------------------ |
| 2018  | Patrice St Louis Pivin Joel Archambault Hugo Barrette    | Robert Gooch Cameron Macleod Adrian Hannigan |                                                  |
| 2019  | Je'Land Sydney Nick Wammes James Hedgcock                | Robert Gooch Joel Archambault Guy McLintock  | Gavin Thomas Ryan Dodyk Chris Heinemann          |
| 2022  | Tyler Rorke Nick Wammes James Hedgcock                   | Tyler Davies Ryan Dodyk Michael Foley        |                                                  |
| 2023  | Tyler Rorke Nick Wammes James Hedgcock                   | Alex Brugger Ryan MacDonald Dustin Brooks    |                                                  |
| 2024  | Patrice St. Louis-Pevin Tyle Davis Ryan McDonald         | Ryan Dodyk Tyler Rorke Cole Dempster         |                                                  |
| 2025  | Nickolas Ridge Ryan MacDonald Michael Girolametto-Prosen | Cameron King Gillis Taylor Duffy Sean Blaney | Marius Bélisle Charles Perreault Fergus Spitzley |

#### Poursuite individuelle
| Année | Vainqueur          | Deuxième           | Troisième            |
| ----- | ------------------ | ------------------ | -------------------- |
| 1977  | Jim Keast          | Jeff Kirk          | Chris Hooker         |
| 1978  | Louis Garneau      | Steve Bauer        | Brian Mason          |
| 2008  | Svein Tuft         | Matthew Potma      | Trevor Gunderson     |
| 2009  | Charly Vives       | David Boily        | Daniele Defranceschi |
| 2010  | Zachary Bell       | Remi Pelletier-Roy | Charly Vives         |
| 2012  | Remi Pelletier-Roy | Ed Veal            | Jean-Michel Lachance |
| 2013  | Remi Pelletier-Roy | Zachary Bell       | Alexander Cataford   |
| 2014  | Remi Pelletier-Roy | Ryan Roth          | Ed Veal              |
| 2015  | Remi Pelletier-Roy | Ryan Roth          | Jay Lamoureux        |
| 2016  | Ryan Roth          | Jay Lamoureux      | Adam Jamieson        |
| 2017  | Derek Gee          | Ryan Roth          | Adam Roberge         |
| 2018  | Derek Gee          | Michael Foley      | Jay Lamoureux        |
| 2019  | Derek Gee          | Jay Lamoureux      | Michael Foley        |
| 2022  | Michael Foley      | Carson Mattern     | Mathias Guillemette  |
| 2023  | Michael Foley      | Dylan Bibic        | Carson Mattern       |
| 2024  | Chris Ernst        | Carson Mattern     | Cameron Fitzmaurice  |
| 2025  | Michael Foley      | Carson Mattern     | Cameron Fitzmaurice  |

#### Poursuite par équipes
| Année | Vainqueur                                                             | Deuxième                                                            | Troisième                                                                              |
| ----- | --------------------------------------------------------------------- | ------------------------------------------------------------------- | -------------------------------------------------------------------------------------- |
| 1977  | Ontario Alan Brocklebank Martin Velland Rob Velland Lister Farrar     | Québec Pierre Le Blond Patrick Rooseboom Eric Magnoux Louis Garneau | British Columbia Ron Hayman Hugh Harden Jim Keast Jeff Kirk                            |
| 1978  | Ontario B-team                                                        | Québec                                                              | Ontario A-team                                                                         |
| 2014  | Aidan Caves Sean Mackinnon Rémi Pelletier-Roy Ed Veal                 |                                                                     |                                                                                        |
| 2015  | Aidan Caves Sean Mackinnon Ryan Roth Ed Veal                          |                                                                     |                                                                                        |
| 2017  | Bayley Simpson Evan Burtnik Derek Gee Adam Jamieson                   |                                                                     |                                                                                        |
| 2018  | Michael Foley Evan Burtnik Derek Gee Adam Jamieson                    | Vincent De Haitre Aidan Caves Jay Lamoureux Ryan Roth               | Tristan Guillemette Pier Andre Cote Thierry Kirouac-Marcassa Gabriel Drapeau-Zgoralski |
| 2019  | Michael Foley Aidan Caves Jay Lamoureux Chris Ernst                   | Vincent De Haitre Jackson Kinniburgh Adam Jamieson Derek Gee        |                                                                                        |
| 2022  | Sean Richardson Amiel Flett-Brown Carson Mattern Daniel Fraser-Maraun | Chris Ernst Michael Foley Dylan Bibic Mathias Guillemette           |                                                                                        |

#### Course aux points
| Année | Vainqueur            | Deuxième             | Troisième            |
| ----- | -------------------- | -------------------- | -------------------- |
| 2008  | Zachary Bell         | Svein Tuft           | Mark MacDonald       |
| 2009  | Zachary Bell         | Mike Sidic           | Emile De Rosnay      |
| 2010  | Zachary Bell         | Jean-Michel Lachance | Cam McKinnon         |
| 2011  | Jean-Michel Lachance | Cam McKinnon         | Ben Chaddock         |
| 2012  | Remi Pelletier-Roy   | Jean-Michel Lachance | Brian Trafford       |
| 2013  | Zachary Bell         | Remi Pelletier-Roy   | Jean-Michel Lachance |
| 2014  | Dylan Davies         | Zayne Heyes          | Jean-Michel Lachance |
| 2015  | Ryan Roth            | Ed Veal              | Dylan Davies         |
| 2016  | Derek Gee            | Dylan Davies         | Aidan Caves          |
| 2017  | Derek Gee            | Ryan Roth            | Emile De Rosnay      |
| 2018  | Derek Gee            | Michael Foley        | Adam Jamieson        |
| 2024  | Dylan Bibic          | Cameron Fitzmaurice  | Gavin Hadfield       |
| 2025  | Mathias Guillemette  | Michael Foley        | Sean Richardson      |

#### Course à l'américaine
| Année | Vainqueur                            | Deuxième                             | Troisième                                          |              |
| ----- | ------------------------------------ | ------------------------------------ | -------------------------------------------------- | ------------ |
| 1977  | Jocelyn Lovell Hugh Walton           | Gordon Singleton John Craig junior   | Brian Keast Jeff Kirk                              |              |
| 2008  | Zachary Bell Svein Tuft              | Cody Campbell Mark MacDonald         | David Byer Daniele Defranceschi                    |              |
| 2009  | Zachary Bell Jacob Schwingboth       | Daniele Defranceschi Mark MacDonald  | Emile De Rosnay Adam Thuss                         |              |
| 2015  | Remi Pelletier-Roy Jacob Schwingboth | Dylan Davies Jay Lamoureux           |                                                    |              |
| 2017  | Evan Burtnik Derek Gee               | Emile De Rosnay Ed Veal              | Gabriel Drapeau-Zgoralski Thierry Kirouac-Marcassa |              |
| 2018  | Michael Foley Derek Gee              | Vincent De Haitre Adam Jamieson      | Tristan Guillemette Thierry Kirouac-Marcassa       |              |
| 2019  | Michael Foley Derek Gee              | Ethan Ogrodniczuk John Wilcox        | Vincent De Haitre Adam Jamieson                    |              |
| 2022  | Dylan Bibic Mathias Guillemette      | Chris Ernst Zach Webster             | Amiel Flett-Brown Sam Morris                       |              |
| 2023  | Dylan Bibic Mathias Guillemette      | Chris Ernst Evan Burtnik             | Philippe Jacob Tristan Jussaume                    |              |
| 2024  | Dylan Bibic Mathias Guillemette      | Chris Ernst Michael Foley            | Cameron Fitzmaurice Sam Morris                     |              |
| 2025  | Chris Ernst Mathias Guillemette      | Cameron Fitzmaurice Campbell Parrish | Sean Richardson                                    | Zach Webster |

#### Scratch
| Année | Vainqueur            | Deuxième             | Troisième                |
| ----- | -------------------- | -------------------- | ------------------------ |
| 1977  | Jocelyn Lovell       | Hugh Walton          | Gordon Singleton         |
| 1978  | Jocelyn Lovell       | Steve Bauer          | Dave Watkins             |
| 2009  | Zachary Bell         | David Boily          | Daniele Defranceschi     |
| 2010  | Zachary Bell         | Jean-Michel Lachance | Cam McKinnon             |
| 2012  | Jean-Michel Lachance | Rémi Pelletier-Roy   | Ed Veal                  |
| 2013  | Zachary Bell         | Ed Veal              | Jean-Michel Lachance     |
| 2014  | Jean-Michel Lachance | Ed Veal              | Jeff Schiller            |
| 2015  | Adam Jamieson        | Kristofer Dahl       | Émile Jean               |
| 2016  | Dylan Davies         | Jean-Michel Lachance | Amiel Flett-Brown        |
| 2017  | Ed Veal              | Derek Gee            | Chris Ernst              |
| 2018  | Ed Veal              | Ryan Roth            | Thierry Kirouac-Marcassa |
| 2023  | Dylan Bibic          | Mathias Guillemette  | Michael Foley            |
| 2024  | Michael Foley        | Campbell Parrish     | Zach Wenster             |
| 2025  | Mathias Guillemette  | Cameron Fitzmaurice  | Jonathan Hinse           |

#### Omnium
| Année | Vainqueur          | Deuxième             | Troisième            |
| ----- | ------------------ | -------------------- | -------------------- |
| 1977  | Jocelyn Lovell     | Gordon Singleton     | Hugh Walton          |
| 1978  | Jocelyn Lovell     | Steve Bauer          | Ward Kemerer         |
| 2010  | Zachary Bell       | Cam McKinnon         | Remi Pelletier-Roy   |
| 2011  | Cam McKinnon       | Jacob Schwingboth    | Jean-Michel Lachance |
| 2012  | Remi Pelletier-Roy | Jean-Michel Lachance | Ed Veal              |
| 2013  | Zachary Bell       | Remi Pelletier-Roy   | Alexander Cataford   |
| 2014  | Remi Pelletier-Roy | Zayne Heyes          | Sean Mackinnon       |
| 2015  | Remi Pelletier-Roy | Kris Dahl            | Ryan Roth            |
| 2016  | Aidan Caves        | Derek Gee            | Dylan Davies         |
| 2017  | Derek Gee          | Ed Veal              | Emile De Rosnay      |
| 2018  | Derek Gee          | Michael Foley        | Adam Jamieson        |
| 2019  | Derek Gee          | Michael Foley        | Amiel Flett-Brown    |
| 2022  | Dylan Bibic        | Mathias Guillemette  | Chris Ernst          |
| 2023  | Dylan Bibic        | Michael Foley        | Chris Ernst          |
| 2024  | Dylan Bibic        | Zach Webster         | Chris Ernst          |
| 2025  | Michael Foley      | Chris Ernst          | Gabriel Seguin       |

#### Élimination
| Année | Vainqueur      | Deuxième            | Troisième      |
| ----- | -------------- | ------------------- | -------------- |
| 2024  | Dylan Bibic    | Cameron Fitzmaurice | Michael Foley  |
| 2025  | Jonathan Hinse | Ed Veal             | Carson Mattern |

### Femmes

#### 500 mètres
| Année | Vainqueur          | Deuxième         | Troisième          |
| ----- | ------------------ | ---------------- | ------------------ |
| 1977  | Karen Strong       | Sylvia Burka     | Pegi Bailey        |
| 2001  | Lori-Ann Muenzer   | Mandy Poitras    | Jenny Trew         |
| 2002  | Lori-Ann Muenzer   | Mandy Poitras    | Laura McKenzie     |
| 2004  | Lori-Ann Muenzer   | Breanna Loster   | Anne-Brit Ericksen |
| 2005  | Anne-Brit Ericksen | Jenny Trew       | Laura Brown        |
| 2006  | Anne-Brit Ericksen | Laura Brown      | Karine Coté        |
| 2008  | Monique Sullivan   | Karine Coté      | Tara Whitten       |
| 2009  | Karine Coté        | Tara Whitten     | Monique Sullivan   |
| 2010  | Monique Sullivan   | Karine Coté      | Catherine Couture  |
| 2015  | Kate O'Brien       | Monique Sullivan | Kirsti Lay         |
| 2016  | Kate O'Brien       | Stephanie Roorda | Tegan Cochrane     |
| 2017  | Lauriane Genest    | Tegan Cochrane   | Allison Beveridge  |
| 2018  | Lauriane Genest    | Amelia Walsh     | Kelsey Mitchell    |
| 2019  | Kelsey Mitchell    | Lauriane Genest  | Sarah Orban        |
| 2022  | Kelsey Mitchell    | Lauriane Genest  | Sarah Orban        |
| 2023  | Kelsey Mitchell    | Lauriane Genest  | Sarah Orban        |
| 2024  | Erin Watchman      | Erica Rieder     | Jenna Nestman      |

#### Kilomètre
| Année | Vainqueur   | Deuxième    | Troisième     |
| ----- | ----------- | ----------- | ------------- |
| 2025  | Sarah Orban | Lily Plante | Erin Watchman |

#### Keirin
| Année | Vainqueur          | Deuxième          | Troisième                  |
| ----- | ------------------ | ----------------- | -------------------------- |
| 2002  | Lori-Ann Muenzer   | Breanna Loster    | Julia Bradley              |
| 2006  | Anne-Brit Ericksen | Laura Brown       | Laura McKenzie             |
| 2007  | Stephanie Roorda   | Jenny Trew        | Laura Brown                |
| 2008  | Monique Sullivan   | Lisa Perlmutter   | Laurie-Anne Dupont-Renaud  |
| 2009  | Karine Coté        | Catherine Couture | Amy Biskaborn              |
| 2010  | Monique Sullivan   | Karine Coté       | Catherine Couture          |
| 2011  | Monique Sullivan   | Lisa Perlmutter   | Florence Laplante-Lamarche |
| 2013  | Stephanie Roorda   | Meika Ellis       | Sara Byers                 |
| 2015  | Lizanne Wilmot     | Kate O'Brien      | Monique Sullivan           |
| 2016  | Stephanie Roorda   | Tegan Cochrane    | Natalie Cormier            |
| 2017  | Tegan Cochrane     | Lauriane Genest   | Jenna Nestman              |
| 2018  | Lizanne Wilmot     | Amelia Walsh      | Kelsey Mitchell            |
| 2019  | Lauriane Genest    | Kelsey Mitchell   | Amelia Walsh               |
| 2022  | Kelsey Mitchell    | Sarah Orban       | Jackie Boyle               |
| 2023  | Lauriane Genest    | Sarah Orban       | Diane Snobelen             |
| 2024  | Jackie Boyle       | Emy Savard        | Erica Rieder               |
| 2025  | Lauriane Genest    | Sarah Orban       | Emy Savard                 |

#### Vitesse individuelle
| Année | Vainqueur          | Deuxième           | Troisième                  |
| ----- | ------------------ | ------------------ | -------------------------- |
| 1977  | Pegi Bailey        | Shona Rhodes       | Chris Jemmett              |
| 2001  | Lori-Ann Muenzer   | Jenny Trew         | M. Perrier-Martinen        |
| 2002  | Lori-Ann Muenzer   | Laura McKenzie     | Breanna Loster             |
| 2004  | Lori-Ann Muenzer   | Breanna Loster     | Jenny Trew                 |
| 2005  | Breanna Loster     | Anne-Brit Ericksen | Tara Whitten               |
| 2006  | Anne-Brit Ericksen | Sarah Kirby        | Stephanie Roorda           |
| 2007  | Tara Whitten       | Joanna Wiersma     | Karine Coté                |
| 2008  | Monique Sullivan   | Tara Whitten       | Karine Coté                |
| 2009  | Monique Sullivan   | Karine Coté        | Amy Biskaborn              |
| 2010  | Monique Sullivan   | Karine Coté        | Krista Ruby                |
| 2011  | Monique Sullivan   | Gillian Carleton   | Florence Laplante-Lamarche |
| 2013  | Candice Vermeulen  | Sara Byers         | Audrey Labrie              |
| 2015  | Monique Sullivan   | Lizanne Wilmot     | Kate O'Brien               |
| 2016  | Kate O'Brien       | Natalie Cormier    | Tegan Cochrane             |
| 2017  | Tegan Cochrane     | Lauriane Genest    | Lizanne Wilmot             |
| 2018  | Kelsey Mitchell    | Amelia Walsh       | Lizanne Wilmot             |
| 2019  | Kelsey Mitchell    | Lauriane Genest    | Kate O'Brien               |
| 2022  | Kelsey Mitchell    | Sarah Orban        | Jackie Boyle               |
| 2023  | Lauriane Genest    | Kelsey Mitchell    | Sarah Orban                |
| 2024  | Jackie Boyle       | Sarah Orban        | Erica Rieder               |
| 2025  | Sarah Orban        | Lauriane Genest    | Emy Savard                 |

#### Vitesse par équipes
| Année | Vainqueur                                   | Deuxième                                         | Troisième                                  |
| ----- | ------------------------------------------- | ------------------------------------------------ | ------------------------------------------ |
| 2017  | Tegan Cochrane Lauriane Genest              |                                                  |                                            |
| 2018  | Amelia Walsh Lauriane Genest                | Jenna Nestman Lizanne Wilmot                     | Courtenay Farrington Sarah Orban           |
| 2019  | Kelsey Mitchell Sarah Orban                 | Amelia Walsh Lauriane Genest                     | Kate O'Brien Meghan Grant                  |
| 2022  | Kelsey Mitchell Sarah Orban Erica Rieder    | Erin Attwell Devaney Collier Maggie Coles-Lyster | Jackie Boyle Ruby West Parmis Rabet        |
| 2023  | Emy Savard Jackie Boyle Sarah Orban         | Erin Watchman Erica Rieder Kelsey Mitchell       | Anne-Marie Dumont Annie Scott Parmis Rabet |
| 2024  | Erica Rieder Jackie Boyle Anne-Maria Dumont | Thalia Krauth-Ibarz Emy Savard Erin Watchman     |                                            |
| 2025  | Thalia Krauth-Ibarz Emy Savard Parmis Rabet | Meika Ellis Tendo Mukahanana Anne-Maria Dumont   |                                            |

#### Poursuite individuelle
| Année | Vainqueur            | Deuxième             | Troisième            |
| ----- | -------------------- | -------------------- | -------------------- |
| 1977  | Karen Strong         | Sylvia Burka         | Shona Rhodes         |
| 2001  | Mandy Poitras        | Erin Carter          | Stephanie Hannos     |
| 2002  | Clara Hughes         | Erin Carter          | Mandy Poitras        |
| 2004  | Mandy Poitras        | Andrea Hannos        | Julia Bradley        |
| 2005  | Mandy Poitras        | Julia Bradley        | Lisa Sweeney         |
| 2006  | Jessica Spence       | Erin Carter          | Laura Brown          |
| 2007  | Lyne Bessette        | Tara Whitten         | Julia Bradley        |
| 2008  | Tara Whitten         | Stephanie Roorda     | Laura Brown          |
| 2009  | Tara Whitten         | Laura Brown          | Julia Bradley        |
| 2010  | Tara Whitten         | Laura Brown          | Stephanie Roorda     |
| 2014  | Jasmin Glaesser      |                      |                      |
| 2015  | Jasmin Glaesser      | Kirsti Lay           | Stephanie Roorda     |
| 2016  | Kinley Gibson        | Annie Foreman-Mackey | Stephanie Roorda     |
| 2017  | Kinley Gibson        | Laurie Jussaume      | Annie Foreman-Mackey |
| 2018  | Annie Foreman-Mackey | Allison Beveridge    | Ariane Bonhomme      |
| 2019  | Georgia Simmerling   | Annie Foreman-Mackey | Ariane Bonhomme      |
| 2022  | Sarah Van Dam        | Ruby West            | Maggie Coles-Lyster  |
| 2023  | Ariane Bonhomme      | Fiona Majendie       | Ruby West            |
| 2024  | Jenna Nestman        | Ngaire Barraclough   | Kiara Lyliy          |
| 2025  | Lily Plante          | Skyler Goudswaard    | Ngaire Barraclough   |

#### Poursuite par équipes
| Année | Vainqueur                                                              | Deuxième                                                               | Troisième                                                          |
| ----- | ---------------------------------------------------------------------- | ---------------------------------------------------------------------- | ------------------------------------------------------------------ |
| 2015  | Laura Brown Jasmin Glaesser Stephanie Roorda Georgia Simmerling        |                                                                        |                                                                    |
| 2017  | Allison Beveridge Katherine Maine Annie Foreman-Mackey Jasmin Duehring |                                                                        |                                                                    |
| 2018  | Kinley Gibson Ariane Bonhomme Annie Foreman-Mackey Laurie Jussaume     | Stephanie Roorda Callie Swan Miriam Brouwer Erin Attwell               |                                                                    |
| 2019  | Devaney Collier Erin Attwell Miriam Brouwer Ariane Bonhomme            | Stephanie Roorda Georgia Simmerling Aubrie Desylva Maggie Coles-Lyster | Allison Beveridge Annie Foreman-Mackey Laurie Jussaume Lily Plante |
| 2022  | Maggie Coles-Lyster Devaney Collier Erin Attwell Annie Scott           | Fiona Majendie Sarah Van Dam Ruby West Holly Simonson                  | Kathryn Ayroud Kelsey Mitchell Sarah Orban Jackie Boyle            |

#### Course aux points
| Année | Vainqueur          | Deuxième             | Troisième        |
| ----- | ------------------ | -------------------- | ---------------- |
| 2001  | Julia Bradley      | Erin Carter          | Mandy Poitras    |
| 2002  | Erin Carter        | Clara Hughes         | Mandy Poitras    |
| 2004  | Gina Grain         | Mandy Poitras        | Laura McKenzie   |
| 2005  | Mandy Poitras      | Gina Grain           | Jenny Trew       |
| 2006  | Gina Grain         | Laura McKenzie       | Natasha Kuzmak   |
| 2007  | Stephanie Roorda   | Tara Whitten         | Gina Grain       |
| 2008  | Tara Whitten       | Gina Grain           | Stephanie Roorda |
| 2009  | Tara Whitten       | Laura Brown          | Julia Bradley    |
| 2010  | Tara Whitten       | Stephanie Roorda     | Laura Brown      |
| 2017  | Allison Beveridge  | Annie Foreman-Mackey | Kinley Gibson    |
| 2018  | Kinley Gibson      | Ariane Bonhomme      | Stephanie Roorda |
| 2024  | Diane Snobelen     | Lily Plante          | Jenna Nestman    |
| 2025  | Ngaire Barraclough | Lily Plante          | Fiona Majendie   |

#### Course à l'américaine
| Année | Vainqueur                          | Deuxième                            | Troisième                     |
| ----- | ---------------------------------- | ----------------------------------- | ----------------------------- |
| 2017  | Allison Beveridge Jasmin Glaesser  | Laura Brown Annie Foreman-Mackey    | Kinley Gibson Laurie Jussaume |
| 2018  | Allison Beveridge Stephanie Roorda | Ariane Bonhomme Kinley Gibson       | Brenna Pauly Holly Simonson   |
| 2019  | Miriam Brouwer Stephanie Roorda    | Devaney Collier Samantha Hargreaves | Laurie Jussaume Lily Plante   |
| 2022  | Devaney Collier Sarah Van Dam      | Maggie Coles-Lyster Fiona Majendie  | Erin Attwell Lily Plante      |
| 2023  | Ariane Bonhomme Lily Plante        | Erin Attwell Devaney Collier        | Kiara Lylyk Kaitlyn Rauwerda  |
| 2024  | Kiara Lylyk Ngaire Barraclough     | Lily Plante Maxim Lapointe          | Justine Thomas Jenna Nestman  |
| 2025  | Lily Plante Ngaire Barraclough     | Fiona Majendie Jenna Nestman        | Kimberly Chen Anabelle Thomas |

#### Scratch
| Année | Vainqueur        | Deuxième         | Troisième        |
| ----- | ---------------- | ---------------- | ---------------- |
| 2002  | Clara Hughes     | Mandy Poitras    | Julia Bradley    |
| 2004  | Mandy Poitras    | Laura McKenzie   | Sarah Kirby      |
| 2005  | Gina Grain       | Mandy Poitras    | Laura McKenzie   |
| 2006  | Gina Grain       | Sarah Kirby      | Laura McKenzie   |
| 2008  | Stephanie Roorda | Lisa Perlmutter  | Tara Whitten     |
| 2009  | Tara Whitten     | Laura Brown      | Julia Bradley    |
| 2010  | Tara Whitten     | Stephanie Roorda | Laura Brown      |
| 2016  | Jenna Nestman    | Kinley Gibson    | Stephanie Roorda |
| 2017  | Ariane Bonhomme  | Kinley Gibson    | Jasmin Duehring  |
| 2018  | Holly Simonson   | Stephanie Roorda | Ariane Bonhomme  |
| 2023  | Ariane Bonhomme  | Erin Attwell     | Kiara Lylyk      |
| 2024  | Kiara Lylyk      | Diane Snobelen   | Justine Thomas   |
| 2025  | Jenna Nestman    | Kimberly Chen    | Lily Plante      |

#### Omnium
| Année | Vainqueur           | Deuxième          | Troisième            |
| ----- | ------------------- | ----------------- | -------------------- |
| 1977  | Karen Strong        | Pegi Bailey       | Sylvia Burka         |
| 2007  | Tara Whitten        | Stephanie Roorda  | Laura Brown          |
| 2010  | Tara Whitten        | Laura Brown       | Stephanie Roorda     |
| 2011  | Tara Whitten        | Laura Brown       | Stephanie Roorda     |
| 2013  | Gillian Carleton    | Allison Beveridge | Tara Whitten         |
| 2014  | Allison Beveridge   |                   |                      |
| 2015  | Jasmin Glaesser     | Stephanie Roorda  | Laura Brown          |
| 2016  | Stephanie Roorda    | Kinley Gibson     | Jamie Gilgen         |
| 2017  | Allison Beveridge   | Kinley Gibson     | Annie Foreman-Mackey |
| 2018  | Stephanie Roorda    | Ariane Bonhomme   | Holly Simonson       |
| 2019  | Stephanie Roorda    | Miriam Brouwer    | Devaney Collier      |
| 2022  | Maggie Coles-Lyster | Sarah Van Dam     | Erin Attwell         |
| 2023  | Ariane Bonhomme     | Erin Attwell      | Kiara Lylyk          |
| 2024  | Ngaire Barraclough  | Lily Plante       | Jenna Nestman        |
| 2025  | Lily Plante         | Jenna Nestman     | Ngaire Barraclough   |

#### Élimination
| Année | Vainqueur          | Deuxième    | Troisième      |
| ----- | ------------------ | ----------- | -------------- |
| 2024  | Jenna Nestman      | Kiara Lylyk | Diane Snobelen |
| 2025  | Ngaire Barraclough | Lily Plante | Jenna Nestman  |